# Tanakaea radicans
Tanakaea es un género monotípico  de plantas perteneciente a la familia Saxifragaceae. Su única especie, Tanakaea radicans, es originaria de Asia.

## Descripción
Es una hierba que alcanza un tamaño de 6,5-12,5 cm de altura. Con rizomas transversalmente alargados, de 2 mm de diam. Hojas basales; con pecíolo 1.1-6.5 cm, oscuros vellosos marrón,  envés pálido, verde brillante adaxialmente, ovadas a ampliamente elípticas de 1.1-3 × 0.8-2.9 cm, subcoriáceas, ambas superficies marrón glandular peludas (a veces con puntas de pelos glandulares), base redondeada o subcordada, margen serrado, ápice agudo. Inflorescencia cimosa, densa, 2.8-3.5 cm. Flores blanquecinas, pequeñas, apétalas. Sépalos estrechamente ovados a lanceolados, 1.5-1.9 × 0.4-0.6 mm, glabros, ápice agudo. Filamentos de 3.3-3.5 mm. Carpelos de 4 mm, connados proximalmente. El fruto en cápsula de 4 mm; carpelos divergentes. Fl. Abril-octubre. Tiene un número de cromosomas de 2n = 14.

## Distribución y hábitat
Se encuentra en las rocas sombreadas y húmedas, en el S de Sichuan (Emei Xian, Xian Nanchuan, Pingshan Xian) de China y en Japón.

## Taxonomía
Tanakaea radicans fue descrita por Franch. & Sav. y publicado en Enumeratio Plantarum in Japonia Sponte Crescentium ... 2(2): 352. 1878.
Etimología
Tanakaea: nombre genérico  dedicado a Yoshio Tanaka (1838 - 1916), botánico japonés.
radicans: epíteto latino que significa "echar raíces".
Sinonimia
- Tanakaea omeiensis Nakai
- Tanakaea omeiensis var. nanchuanensis W.T. Wang	[4]